# Ennetbürgen
Ennetbürgen je obec ve švýcarském kantonu Nidwalden. Leží přibližně 4 kilometry severovýchodně od hlavního města kantonu, Stansu. Žije zde přibližně 4 800 obyvatel.

## Geografie
Obec Ennetbürgen zahrnuje části roviny mezi Stansem a Buochsem, oblasti Bürgenberg a Bürgenbergwald a Lucernské jezero. Leží v nadmořské výšce mezi 435 m n. m. na břehu jezera a 1127 m n. m. na vrcholu Bürgenstock.
Z celkové rozlohy obce 9,32 km² připadá 14,7 % na zastavěnou plochu, převážnou část 33,5 % pokrývají lesy a lesní porosty. Ještě větší plocha (51,7 %) je využívána zemědělsky, pouze 0,1 % tvoří neproduktivní půda.

## Historie

Letecký pohled (1956)

Slunný jižní svah Bürgenstocku byl pravděpodobně osídlen velmi brzy. Rovina jižně od něj, na níž se dnes nachází centrum obce a většina obytných a obchodních budov, však byla v deltě řeky Engelberger Aa zatopeným a neobyvatelným územím. V roce 1501 byla řeka Aa z rozhodnutí zemského sněmu (Landsgemeinde) přehrazena a odvedena do jezera v Buochsu. Tím bylo umožněno osídlení roviny.
Bergleute vom Bürgen, předchůdci dnešní obecní korporace, organizovali až do roku 1850 veškerý život obce Ennetbürgen. Politická práva však mohli vykonávat pouze družstevníci, s tím se však po přijetí spolkové ústavy v roce 1848 již nebylo možné smířit. Proto, přestože zde byla ústava velkou většinou odmítnuta, byl Nidwalden nucen upravit svou kantonální ústavu a přiznat rovná práva všem obyvatelům. Aby toho bylo možné dosáhnout, musely být vytvořeny nové politické instituce. Tak vznikly tzv. okresní obce (Bezirksgemeinden), které byly v roce 1965 přejmenovány na politické obce.
První obecní shromáždění se konalo 1. května 1850. Pravomoci, které připadly obecnímu zastupitelstvu, nebyly tak velké, protože místní obyvatelé si chtěli ponechat co nejvíce pravomocí ve svých rukou. V průběhu desetiletí však rostly i kompetence obcí.
S úpravou roviny Allmend (území mezi Stansem a jezerem) od 20. let 20. století zažila obec první rozmach, který ještě podpořila výstavba vojenského letiště v roce 1939. Bylo třeba vybudovat mnoho nákladných infrastrukturních staveb: silnice, vodovod, elektrická síť, kanalizace, likvidace odpadů, veřejné budovy atd. Dnes je Ennetbürgen moderní obcí v atraktivní rezidenční lokalitě s asi 5000 obyvatel.

## Obyvatelstvo

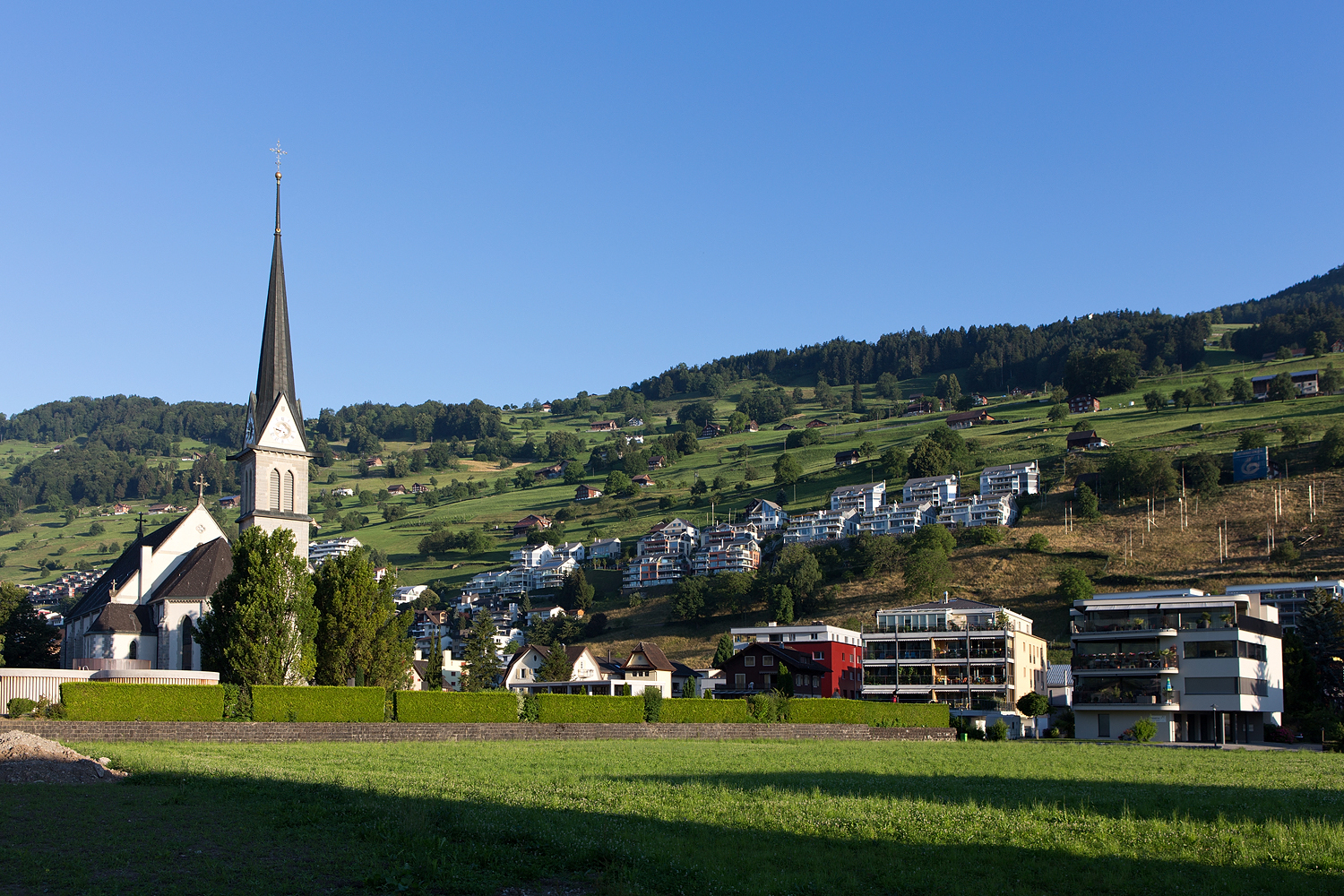
Centrum obce

K 31. prosinci 2021 v obci žilo 5061 obyvatel.

### Vývoj populace
V letech 1850–1870 počet obyvatel mírně rostl (+10,5 %). Hlavním důvodem byl vysoký přebytek narozených dětí. Poté vedla migrace do průmyslových oblastí k poklesu počtu obyvatel až do roku 1888 (1870–1888: -9,1 %), takže v roce 1888 měla obec stejný počet obyvatel jako v roce 1850. Léta 1888–1910 pak přinesla opět nárůst (1888–1910: +14,8 %). V letech 1910–1930 počet obyvatel stagnoval. Od té doby počet obyvatel neustále roste. Mírně až do roku 1950 (1930–1950: +43,6 %), poté rychlým tempem. Během 73 let (1941–2013) vzrostl o 277 %. Důvodem bylo zlepšení dopravní obslužnosti a zejména výstavba dálnice A2. Obec se stala atraktivní pro dojíždějící také díky své poloze u jezera a blízkosti dálnice.
| Vývoj počtu obyvatel | Vývoj počtu obyvatel | Vývoj počtu obyvatel | Vývoj počtu obyvatel | Vývoj počtu obyvatel | Vývoj počtu obyvatel | Vývoj počtu obyvatel | Vývoj počtu obyvatel | Vývoj počtu obyvatel | Vývoj počtu obyvatel | Vývoj počtu obyvatel | Vývoj počtu obyvatel | Vývoj počtu obyvatel | Vývoj počtu obyvatel | Vývoj počtu obyvatel | Vývoj počtu obyvatel | Vývoj počtu obyvatel | Vývoj počtu obyvatel | Vývoj počtu obyvatel | Vývoj počtu obyvatel |
| -------------------- | -------------------- | -------------------- | -------------------- | -------------------- | -------------------- | -------------------- | -------------------- | -------------------- | -------------------- | -------------------- | -------------------- | -------------------- | -------------------- | -------------------- | -------------------- | -------------------- | -------------------- | -------------------- | -------------------- |
| Rok                  | 1850                 | 1860                 | 1870                 | 1880                 | 1888                 | 1900                 | 1910                 | 1920                 | 1930                 | 1941                 | 1950                 | 1960                 | 1970                 | 1980                 | 1990                 | 2000                 | 2010                 | 2015                 | 2020                 |
| Počet obyvatel       | 880                  | 918                  | 972                  | 898                  | 884                  | 923                  | 1015                 | 1008                 | 1007                 | 1209                 | 1446                 | 1917                 | 2350                 | 2716                 | 3448                 | 3939                 | 4320                 | 4589                 | 4866                 |

### Jazyky
Téměř všichni obyvatelé mluví německy jako každodenním hovorovým jazykem, avšak silně alemanským dialektem. Při sčítání lidu v roce 2000 uvedlo 94,2 % obyvatel jako svůj hlavní jazyk němčinu, 1,2 % srbochorvatštinu a 0,9 % italštinu.

### Národnostní složení
Z 5061 obyvatel na konci roku 2021 bylo 4203 (83,05 %) švýcarských státních příslušníků. Většina přistěhovalců pochází ze střední Evropy (Německo 268, Francie 23, Maďarsko 22, Nizozemsko 21, Rakousko a Polsko po 18 osobách), jižní Evropy (Itálie 103 a Portugalsko 63 osob), bývalé Jugoslávie (Kosovo/Kosova 42, Bosna a Hercegovina 30 a Severní Makedonie 17 osob) a Srí Lanky (23 osob). Při sčítání lidu v roce 2000 mělo 3618 osob (91,85 %) švýcarské občanství; z toho 132 osob mělo dvojí občanství.

## Hospodářství

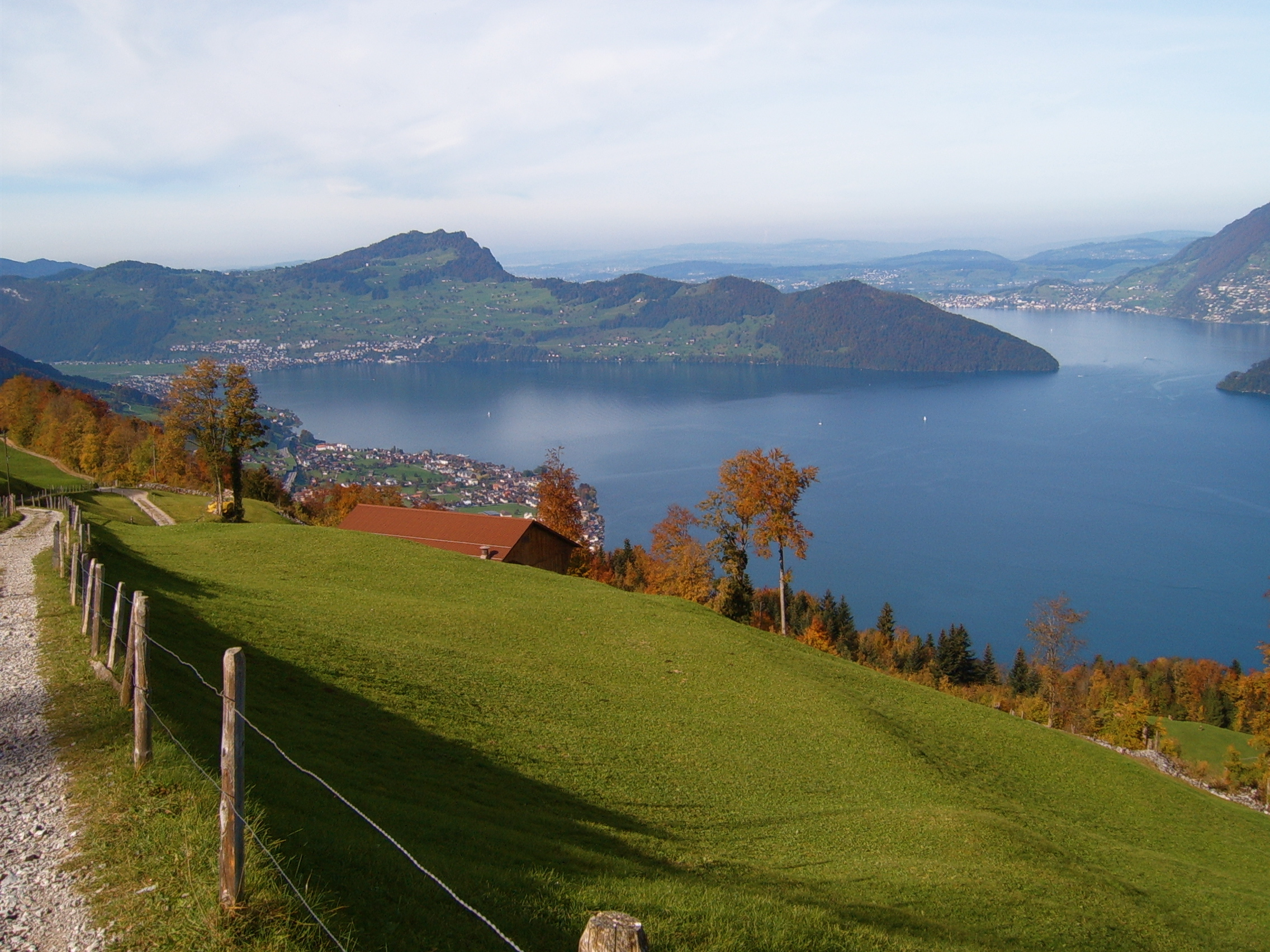
Pohled z výšin na Lucernské jezero a oblast Ennetbürgenu

Zemědělství a přeprava zboží po jezeře byly dlouhou dobu hlavními hospodářskými činnostmi v Ennetbürgenu. V 19. století se přidala řemesla. A od roku 1871 nabýval na významu cestovní ruch. Dnes je zde řada pracovních míst ve výrobě letadel s řadou subdodavatelů.

## Doprava
Ke křižovatce na dálnici A2 (Gotthardská dálnice) se z Ennetbürgenu lze dostat autem za několik minut. Ennetbürgen je napojen na síť veřejné dopravy pomocí poštovní autobusové linky Länderpark – Stans – Seelisberg.